# Phytoseius rubiginosae
Phytoseius rubiginosae är en spindeldjursart som beskrevs av Schicha 1984. Phytoseius rubiginosae ingår i släktet Phytoseius och familjen Phytoseiidae. Inga underarter finns listade i Catalogue of Life.